# Namha-myeon
Namha-myeon (koreanska: 남하면) är en socken i kommunen Geochang-gun i provinsen Södra Gyeongsang, i den centrala delen av Sydkorea, 230 km söder om huvudstaden Seoul.